# Jan Berg (1965)
Jan Berg (* 14. května 1965, Molde) je bývalý norský fotbalový záložník a reprezentant. Mimo Norska hrál fotbal na klubové úrovni ve Španělsku.
Jeho bratrem je bývalý fotbalista Odd Berg.

## Klubová kariéra
Na klubové úrovni hrál fotbal v Norsku pouze v klubu Molde FK. Ve Španělsku působil v klubech Elche CF a Rayo Vallecano.

## Reprezentační kariéra
V A-týmu norské fotbalové reprezentace debutoval 13. 11. 1982 v přátelském utkání v Kuwait City proti týmu Kuvajtu (prohra 0:1). Celkem odehrál v letech 1982–1990 za norský národní tým 23 zápasů (včetně jednoho na LOH 1984), gól nevstřelil.
Zúčastnil se Letních olympijských her 1984 v USA, kde nastoupil k jednomu zápasu (porážka 1:2 s Francií).